# Мамедов, Рза Али оглы
Рза Али оглы Мамедов (азерб. Rza Əli oğlu Məmmədov; род. 9 апреля 1927, Баку) — советский азербайджанский машиностроитель, Герой Социалистического Труда (1980). Заслуженный инженер Азербайджанской ССР (1971).

## Биография
Родился 9 апреля 1927 года в городе Баку, столице Азербайджанской ССР.
Окончил Азербайджанский политехнический институт (1960).
С 1951 года — экспедитор хлебзавода. С 1953 года — техник, инженер, инженер-конструктор, начальник цеха Бакинского машиностроительного завода имени лейтенанта Шмидта. С 1961 года — директор машиностроительных заводов имени Б. Сардарова и С. М. Кирова, с 1967 года — главный инженер, с 1973 года — начальник объединения «Азнефтепроммаш». С 1975 года — начальник Всесоюзного промышленного объединения «Союзнефтемаш». 
На должности начальника «Союзнефтемаша» Рза Мамедов проявил себя, как умелый и опытный руководитель. Объединение под руководством Мамедова получило лучшие результаты среди машиностроительных объединений Советского Союза, выполнила план десятой пятилетки досрочно. За период десятой пятилетки значительно усовершенствовано техническое оборудование заводов нефтяного машиностроения, отремонтированы старые цеха, построены и введены в эксплуатацию новые.
Указом Президиума Верховного Совета СССР от 11 апреля 1980 года за выдающиеся успехи, достигнутые в выполнении заданий пятилетнего плана и социалистических обязательств Мамедову Рза Али оглы присвоено звание Героя Социалистического Труда с вручением ордена Ленина и золотой медали «Серп и Молот».
Активно участвовал в общественной жизни Азербайджана. Член КПСС с 1958 года. Депутат Верховного Совета Азербайджанской ССР 9-го и 10-го созывов, член Президиума ВС 10-го созыва. Делегат XXIX и XXX съездов КП Азербайджана, избирался членом ЦК на XXX съезде.